# John Saul
John Saul, all'anagrafe Johannes Saul (Dublino, 29 ottobre 1857 – Dublino, 28 agosto 1904), è stato un prostituto irlandese, noto anche come Dublin Jack, coinvolto nello scandalo di Cleveland street.

## Biografia
Nacque a Dublino nel 1857, secondo degli otto figli del conducente Guilelmus "William" Saul ed Eliza Revington; al momento della nascita, i genitori di Saul non erano sposati, ma la coppia sarebbe convolata a nozze quando il bambino aveva circa sei mesi. A diciotto anni fu accusato di atti osceni e nel 1878 fu accusato di aver derubato la famiglia del dottor John Joseph Cranny, presso cui lavorava come domestico. Insieme all'amico William Clarke, Saul fu accusato di aver rubato un cappotto, il bastone da passeggio, dei guanti e una saliera da casa di Cranny, ma dato che il dottore si rifiutò di sporgere denuncia le accuse decaddero durante il processo, ma Saul aveva già scontato diversi giorni di prigione. Nel 1879 lasciò Dublino e si trasferì a Londra, da dove aiutava economicamente la madre.
Nel 1881 il romanzo erotico I peccati delle città della pianura fu pubblicato anonimamente, sotto lo pseudonimo di "Jack Saul". Alcuni critici sostengono che l'autore fosse il collezionista di pornografia James Campbell Reddie o il pittore preraffaelita Simeon Solomon, ma una teoria accreditata suggerisce che John Saul (noto anche come "Dublin Jack") abbia fornito fatti della sua vita e della sua "carriera" come spunti per il romanzo.
Nel 1884 i nazionalisti irlandesi accusarono lo staff del Castello di Dublino di commettere orge omosessuali e tra gli indagati ci fu anche il capitano Oranmore Kirwan (1847-1904). In quanto ex amante di Kirwan, Saul fu interrogato dalla polizia ma dato che la sua relazione con Kirwan era precedente ai fatti la sua dichiarazione non fu ammessa in tribunale. Kirwan fu assolto da ogni accusa, ma si dimise dai Royal Irish Fusiliers.
Nel 1887, Saul si trasferì in un bordello omosessuale a Cleveland Street. Nel 1889 fu assunto dal Theatre Royal Drury Lane (non è chiaro se come attore o servo di scena) e qui conobbe Alexander Meyrick Broadley, che fu coinvolto nello Scandalo di Cleveland street. Lo scandalo scoppiò nello stesso anno e coinvolse numerosi membri dell'aristocrazie britannica, accusati di essere assidui frequentatori del bordello di Cleveland Street; lo scandalo si estese fino ai massimi vertici della società e sembrò perfino coinvolgere principe Albert Victor. Saul fu chiamato a testimoniare e la sua deposizione contribuì all'arresto e condanna di Lord Euston.
Passata la trentina, Saul cominciò a lavorare presso il Marlborough Hotel di Londra, prima di tornare a Dublino nel 1901 e lavorare come maggiordomo. Tre anni più tardi, nel 1904, James Saul registrò il fratello maggiore John all'Our Lady's Hospice, dove morì di tubercolosi il 28 agosto dello stesso anno. Saul fu sepolto al  Glasnevin Cemetery.